# B.C.'s Quest for Tires
B.C.'s Quest for Tires è un videogioco d'azione basato sulla striscia a fumetti a tema preistorico B.C., pubblicato a partire dal 1983 per diversi home computer e per la console ColecoVision.
Il titolo, traducibile come "B.C. alla ricerca degli pneumatici", è un gioco di parole con Quest for Fire, titolo originale di La guerra del fuoco, film dell'epoca ambientato nella preistoria.

## Trama
Il giocatore controlla Thor, il personaggio inventore della ruota, che andando a cavalcioni di una singola ruota di pietra, il mezzo di trasporto assurdo tipico del fumetto, deve attraversare un percorso pieno di pericoli per salvare la Biondina dal dinosauro.

## Modalità di gioco
Il gioco è composto da livelli collegati senza interruzioni, a scorrimento continuo verso destra e pieni di ostacoli di diverso tipo, come rocce, buche e rami protesi. Il paesaggio è brullo come nel fumetto, con grafica cartonesca. Thor è visto di profilo e può saltare, abbassarsi, cambiare la velocità, andare avanti e indietro rispetto allo schermo (anche per prolungare i salti), ma non fermarsi del tutto. Solo in due livelli Thor si ferma per attraversare dei laghetti, e per farlo può soltanto saltare avanti e indietro sul dorso di alcune tartarughe.
Ci sono quattro livelli di difficoltà che cambiano complessivamente la velocità minima di Thor e la frequenza di alcuni ostacoli.